# Alpinia caerulea

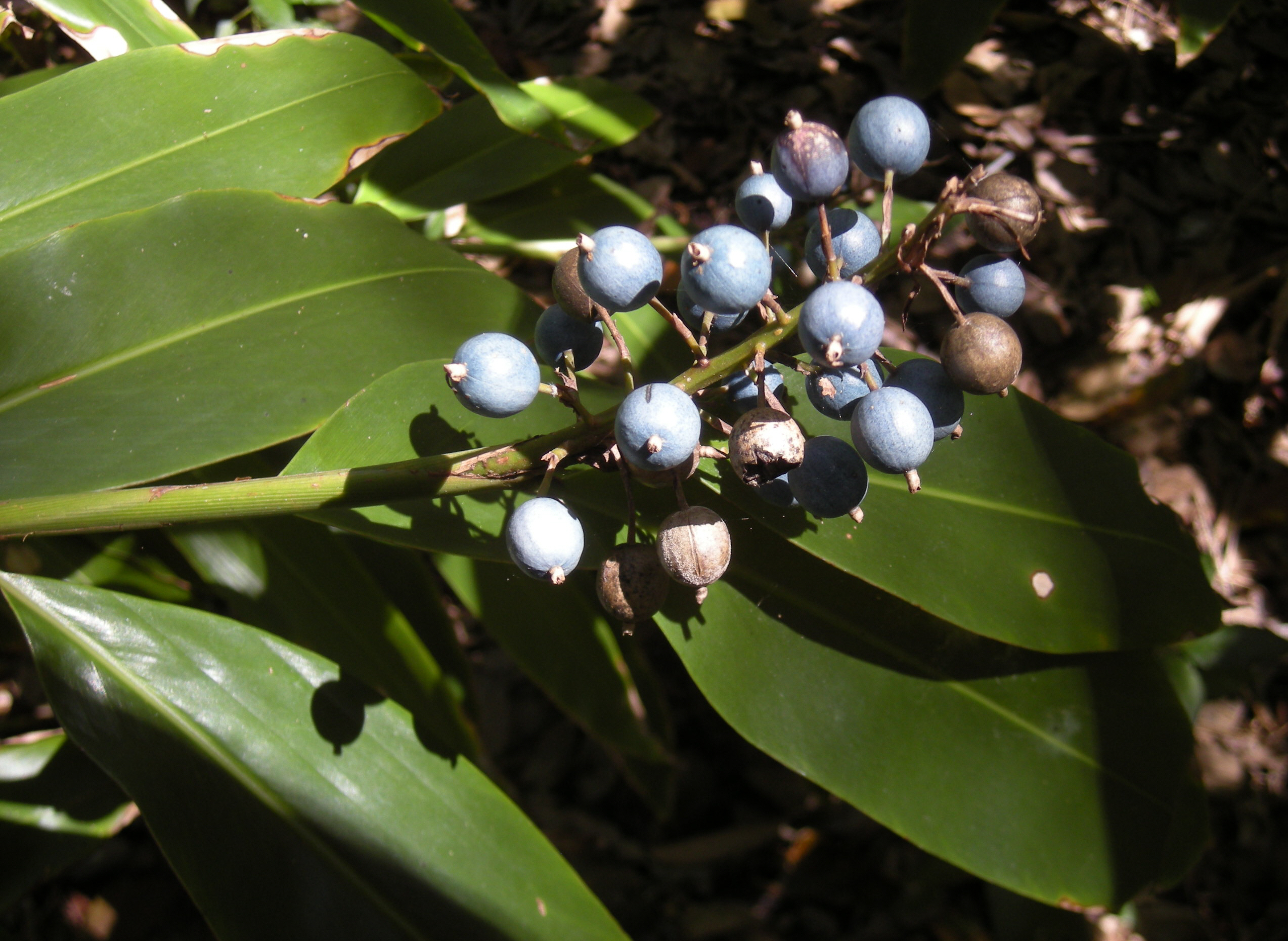
Fruchtstand

Alpinia caerulea ist eine Pflanzenart aus der Familie der Ingwergewächse aus dem östlichen Australien und Neuguinea.

## Beschreibung
Alpinia caerulea wächst als ausdauernde, krautige Pflanze bis über 2 Meter hoch. Oberirdisch wird nur ein „Pseudostamm“ (Blattscheiden) gebildet der aus einem Rhizom erwächst.
Die wechselständigen und ledrigen, einfachen Laubblätter sind kurz gestielt bis sitzend. Sie sind bis zu 15–40 Zentimeter lang, eiförmig, -lanzettlich oder lanzettlich, spitz und ganzrandig. Es ist jeweils ein Blatthäutchen vorhanden.
Die endständigen, pyramidalen und vielblütigen Blütenstände sind traubig bis rispig. Die kleinen, zwittrigen und weißen, kurz gestielten Blüten sind dreizählig mit doppelter Blütenhülle. Es sind Trag- und Vorblätter vorhanden. Die Kelch- und Kronblätter sind röhrig verwachsen, die Krone besitzt einen vergrößerten und zwei kleinere Lappen. Die Staubblätter stehen in zwei Kreisen, es ist nur ein fruchtbares Staubblatt im inneren Kreis und Staminodien vorhanden, wobei 2 Staminodien des inneren Kreises ein auffälliges kurz genageltes Labellum bilden. Der Fruchtknoten ist unterständig und der Griffel liegt im röhrig eingefalteten Staubfaden.
Es werden bläuliche, bis etwa 1 Zentimeter große, kahle und rundliche, vielsamige Kapselfrüchte mit Perianth- und Staubblattresten an der Spitze gebildet. Die kleinen, kantigen Samen besitzen einen weißlichen Arillus.

## Verwendung
Die Früchte bzw. der Arillus sind essbar, wie auch die spitzen junger Rhizome. Die Blätter können zum Einwickeln von Kochgut verwendet werden.